# کندال (کانزاس)
کندال (به انگلیسی: Kendall) یک منطقهٔ مسکونی در ایالات متحده آمریکا است که در شهرستان همیلتون، کانزاس واقع شده‌است. کندال ۹۵۷٫۰۸ متر بالاتر از سطح دریا واقع شده‌است.